# Metoda historii redakcji
Metoda historii redakcji lub historia redakcji (niem. Redaktionsgeschichte, skrót RG) – jest jedną z metod badawczych współczesnej biblistyki. Inna nazwa spotykana w literaturze to krytyka redakcji (ang. redaction criticism).
RG bada pracę literacko-teologiczną redaktorów pism Nowego Testamentu (np. ewangelistów), którzy korzystając z materiału podsuniętego przez tradycję, tworzyli dzieła literackie o określonej idei teologicznej. Praca redaktorów miała polegać na wybieraniu, porządkowaniu, streszczaniu i interpretacji tych materiałów, zgodnie z potrzebami kościołów dla których przeznaczone były ich dzieła. 

## Geneza i założenia metody
RG powstała w połowie XX wieku  (G. Bornkamm, H. Conzelmann, W. Trillling) jako reakcja na jedną z tez metody historii form, według której ewangeliści utrwalając na piśmie ustne tradycje ograniczyli się do mechanicznego zbierania małych jednostek literackich. 
Jako pierwszy określenia RG użył ewangelicki teolog Willi Marxsen w opublikowanej w 1956 pracy Der Evangelist Markus. Studien zur Redaktionsgeschichte des Evangeliums.  
Początkowo zastosowanie RG ograniczało się tylko do badania genezy Ewangelii synoptycznych. Później zastosowano ją do Ewangelii Jana, a także listów św. Pawła i Jakuba. 
Wśród głównych założeń metody historii redakcji wyróżnia się:
1. Całościowe traktowanie poszczególnych ewangelii, jak przedmiotu redakcji.
2. Analizę konsekwencji przekładu słów Jezusa i relacji o jego czynach z języka aramejskiego na grecki.
3. Sitz im Leben, czyli środowisko życiowe ewangelistów, a nie tylko członków pierwotnych wspólnot (jak zakładała to FG).
4. Zabiegi twórczo-redakcyjne ewangelistów, polegające na selekcji i grupowaniu danych, konstruowaniu całości dzieła, zabiegach estetyzujących oraz korygujących, ich skłonność do transformacji obrazów i tworzenia alegorii.

## Odbiór metody
Kazimierz Romaniuk podkreślał pragmatyzm metody RG. Egzegetę korzystającego z RG porównał do turysty, który przechadza się po pięknym parku i podziwia jego piękno jako całości, podczas gdy stosując FG (metodę historii form) ogląda dokładnie każde drzewo, nie mając jednak pojęcia o całości.
Według Romaniuka, RG spotkała się z uznaniem wśród uczonych zarówno protestanckich, jak i katolickich. Podkreśla się szczególnie wpływ metody na autonomizację i odświeżenie teologii biblijnej. Słabe strony RG obejmują m.in. możliwość ograniczenia wpływu tradycji, szczególnie przy analizie Ewangelii Łukasza, gdzie wpływy redakcyjne są szczególnie widoczne. 